# Менду I Гонсалвіш
Менду I Гонсалвіш (Ерменегільду I Гонсалеш) (порт. Mendo Gonçalves; д/н–943/950) — граф Португальський в 924—943/950 роках.

## Життєпис
Походив зі знатного галісійського роду. Його бабцею була Мендес, доньці Ерменегільдо Переша, брата Вімарано Переша, графа Португальського. Син Гонсалу Белантес, графа Деси, та Терези Еріс де Луго.
Між 915 та 920 роками одружився з донькою графа Гімарайнша. У 924 році після смерті діда своєї дружини — Лусідіу Вімаранеша, отримав права на Португальське графство. Невдовзі король Фруела II затвердив Мендо I Гонсалеш графом Португальським. Здійснював керування Португальським графством до самої смерті, що настала між 943 та 950 роками. Про його діяльність в цей час відомостей обмаль. Ймовірно був вірним васалом королів Галісії і разом з тим успішно обороняв кордони від маврів.
Після його смерті Португальське графство успадкував син Гонсалу, але тривалий час керувала ним його удова Мунадона.

## Родина
Дружина — Мумадона Діаш, донька Дієго Фернандеса, графа Гімарайнша
Діти:
- Гонсало (д/н—997) —  граф Португальський
- Діого (д/н—після 968)
- Раміро (бл. 925—961)
- Онека — дружина Гутьєрре Родрігеса
- Нуно (д/н—до 959)
- Аріас Мендес (д/н—після 964)